# Antoine Corneille Oudemans

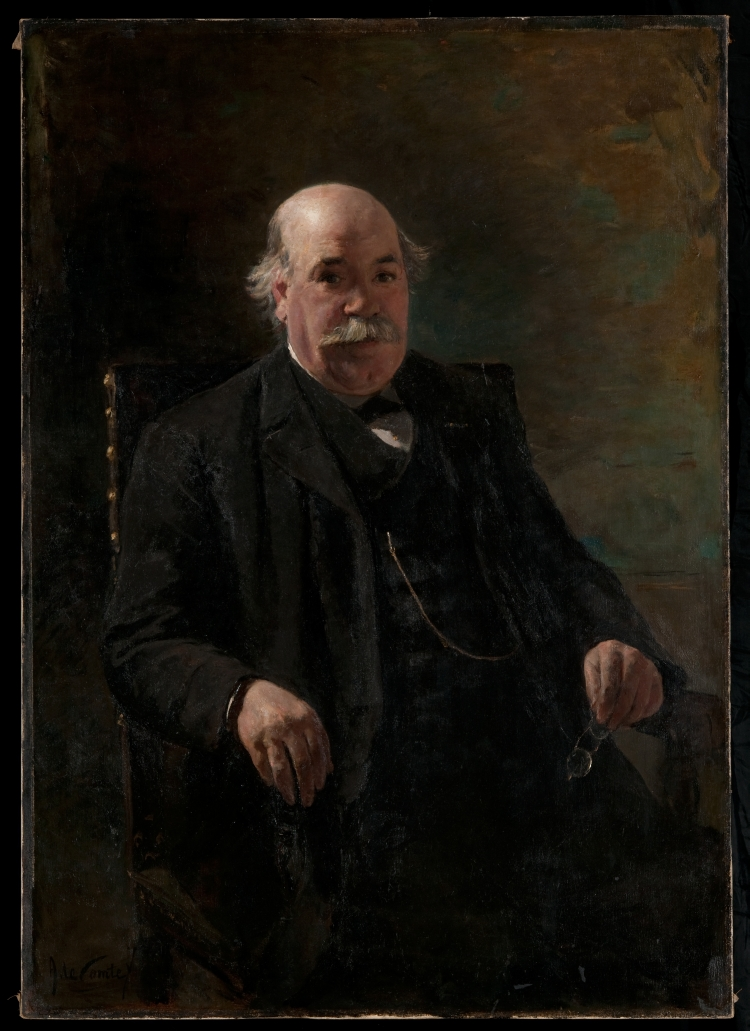
Porträt von Antoine Corneille Oudemans

Antoine Corneille Oudemans, offizielle Abkürzung A. C. Oudemans Jr., (* 19. April 1831 in Amsterdam; † 7. Juni 1895 in Delft) war ein Chemiker, Hochschullehrer, Hochschuldirektor, Mitbegründer und Mitherausgeber der ersten Fachzeitschrift für Chemie in den Niederlanden und dem unabhängig gewordenen Landesteil Belgien.

## Leben
Er war der dritte Sohn des niederländischen Lehrers, Poeten und Philosophen Antonie Cornelis Oudemans (1798–1874) und bekam acht Jahre später noch eine Schwester.
Seine Brüder waren der Botaniker und Mykologe Corneille Antoine Jean Abraham Oudemans (1825–1906) und der Astronom Jean Abraham Chrétien Oudemans (1827–1906).
Ein Neffe war der Zoologe und Acarologe Anthonie Cornelis Oudemans (1858–1943).
Er war drei Jahre alt, als sein Vater mit seiner kleinen Familie für sechs Jahre nach Niederländisch-Indien zog, um als Direktor einer Grundschule in Weltevreden nahe Batavia (heute: Jakarta) zu wirken.
Zurück in den Niederlanden zog die Familie nach Leiden.
Dort besuchte er das örtliche Gymnasium und später die Universität Leiden. Er verbrachte viel Zeit im Chemielabor der Universität, das allerdings nicht gut ausgestattet war. Der junge Oudemans konnte schließlich im Dachgeschoss des väterlichen Hauses ein eigenes Chemielabor einrichten. Seine Forschungen machten ihn bei seinen Kollegen bekannt.
Als der zu der Zeit renommierte G. J. Mulder an der Universität Utrecht im relativ neuen Chemielabor arbeitete, zog er die jungen Chemiker des Landes geradezu an. So ging auch Oudemans nach Utrecht, um dort bei Mulder zu lernen, kam aber 1853 wieder zurück nach Leiden, um dort zu promovieren.
Danach ging er wieder nach Utrecht, um als Assistent im Chemielabor zu arbeiten.
Zehn Jahre arbeitete er für Mulder und andere an verschiedenen Projekten, beispielsweise mit dem Biologen Nicolaas Wilhelm Pieter Rauwenhoff an den chemischen Vorgängen im Saatgut.
Er arbeitete auch an der Erforschung und Quantifizierung der Inhaltsstoffe der für die Industrialisierung wichtigen Materialien wie Erdöl, Kautschuk, Guttapercha und Metallen.
Er machte sich einen Namen als Chemiker.
Als die neue Polytechnische School te Delft, ein Institut für die Höhere Bildung im Bereich Technik in der Stadt Delft und Grundstein für die spätere Technische Universiteit Delft, 1864 gegründet wurde, übertrug man Oudemans am 24. Juni den Lehrstuhl für Chemie. Daraufhin verließ er Utrecht und Leiden. Im Jahr 1873 schlug er die Nominierung zum Professor der Chemie an der Universität Leiden aus. Als Inhaber des Chemielehrstuhls oblag es ihm die Aufgaben in der Ausbildung der Chemieingenieure so zu gestalten, dass sie sich am zukünftigen Bedarf orientierten.
Im Jahr 1885 übernahm der die Position des Direktors der Schule von Johannes Bosscha und blieb es bis 1895.
Im gleichen Jahr übernahm er auch den Posten des Secretaris der Hollandsche Maatschappij der Wetenschappen (heute: KHMW) in Haarlem, dessen Mitglied er seit 1868 war. Er folgte dort dem 1885 verstorbenen Eduard Heinrich von Baumhauer, der die Verleihung der Huygens-Medaille und Boerhaave-Medaille eingeführte. 1869 wurde er zum Mitglied der Königlich Niederländischen Akademie der Wissenschaften gewählt.
Oudemans gründete 1882 zusammen mit den Wissenschaftlern Eduard Mulder (1832–1924), Antoine Paul Nicolas Franchimont (1844–1919), Willem Anne van Dorp (1847–1914) und Sebastiaan Hoogewerff (1847–1934) die erste niederländische Fachzeitschrift für Chemie Recueil des Travaux Chimiques des Pays-Bas et de la Belgique.
Er schrieb Artikel und blieb Mitherausgeber.
Oudemans hatte bereits viele moderne Sprachen gelernt, als er 1887 mit 56 Jahren russisch erlernte, um die Texte des russischen Chemikers und Entdeckers der Systematik der chemischen Elemente (Vorläufer des Periodensystems) Mendelejew im Original lesen zu können.
In der Zeit liefen die Entdeckungen im Bereich Chemie so schnell, dass beispielsweise die Eisen-Titrationsmethode nach Oudemans-Haswell (optimiert 1883) schon nach zwei Jahren von einer anderen Methode abgelöst wurde.
Oudemans litt schon relativ früh an Gicht und starb 1895 an Kehlkopftuberkulose.

## Namensverwechselungen
Die Namensverwechselungen ergeben sich häufig durch die in Bibliotheken und Referenzlisten üblichen Abkürzungen der Namen. In der Familie Oudemans gibt es spezielle Regeln zur Abkürzung der Vornamen.
| Abkürzung           | Abk. in Referenzen  | Name                                       |
| ------------------- | ------------------- | ------------------------------------------ |
| A. C. Oudemans      | Oudemans, A.C.      | Anthonie Cornelis Oudemans (1798–1874)     |
| A. C. Oudemans Jr.  | Oudemans, A.C. jr.  | Antoine Corneille Oudemans (1831–1895)     |
| A. C. Oudemans Jzn. | Oudemans, A.C. Jzn. | Anthonie Cornelis Oudemans (1858–1943)     |
| J. A. C. Oudemans   | Oudemans, J.A.C.    | Jean Abraham Chrétien Oudemans (1827–1906) |
| C. A. Oudemans      | Oudemans, C.A.      | Cornelis Antonie Oudemans (1890–1958)      |